# Сердика център
„Сердика Център“ е един от най-големите търговски центрове в България, открит през пролетта на 2010 г. Разположен е на бул. „Ситняково“ между улиците „Каймакчалан“ и „Попова Шапка“, в район „Оборище“.
Има повече от 210 магазина, м/у които представителни магазини на луксозни модни марки от висок клас, които са представени единствено в този мол в София.
„Сердика Център“ има различни кафенета и ресторанти, както и супермаркет на веригата „Билла“.
Молът не разполага с кинозали.

## Транспортна достъпност
Търговският център е на 10 минути път с кола от централната част на София и само на 10 минути път от магистрала „Хемус“.
До него може да се стигне с трамвайни линии 20, както и с автобусните линии 9, 72, 305 и 413.